# جينيفر وارن
جينيفر وارن (بالإنجليزية: Jennifer Warren)‏ هي مخرجة وممثلة أمريكية، ولدت في 12 أغسطس 1941 في الولايات المتحدة. من الجوائز التي نالتها جائزة المسرح العالمي سنة 1973.

## جوائز
- جائزة المسرح العالمي (1973)

## وصلات خارجية
- جينيفر وارن على موقع IMDb (الإنجليزية)
- جينيفر وارن على موقع ألو سيني (الفرنسية)
- جينيفر وارن على موقع أول موفي (الإنجليزية)
- جينيفر وارن على موقع قاعدة بيانات برودواي على الإنترنت (الإنجليزية)
- جينيفر وارن على موقع قاعدة بيانات الأفلام السويدية (السويدية)
- جينيفر وارن على موقع إن إن دي بي (الإنجليزية)
- جينيفر وارن على موقع قاعدة بيانات الفيلم (الإنجليزية)
- جينيفر وارن على موقع كينوبويسك (الروسية)